# Charitas Bischoff
Charitas Bischoff (* 7. März 1848 in Siebenlehn, Sachsen als Charitas Dietrich; † 24. Februar 1925 in Blankenese) war eine deutsche Schriftstellerin.

## Leben

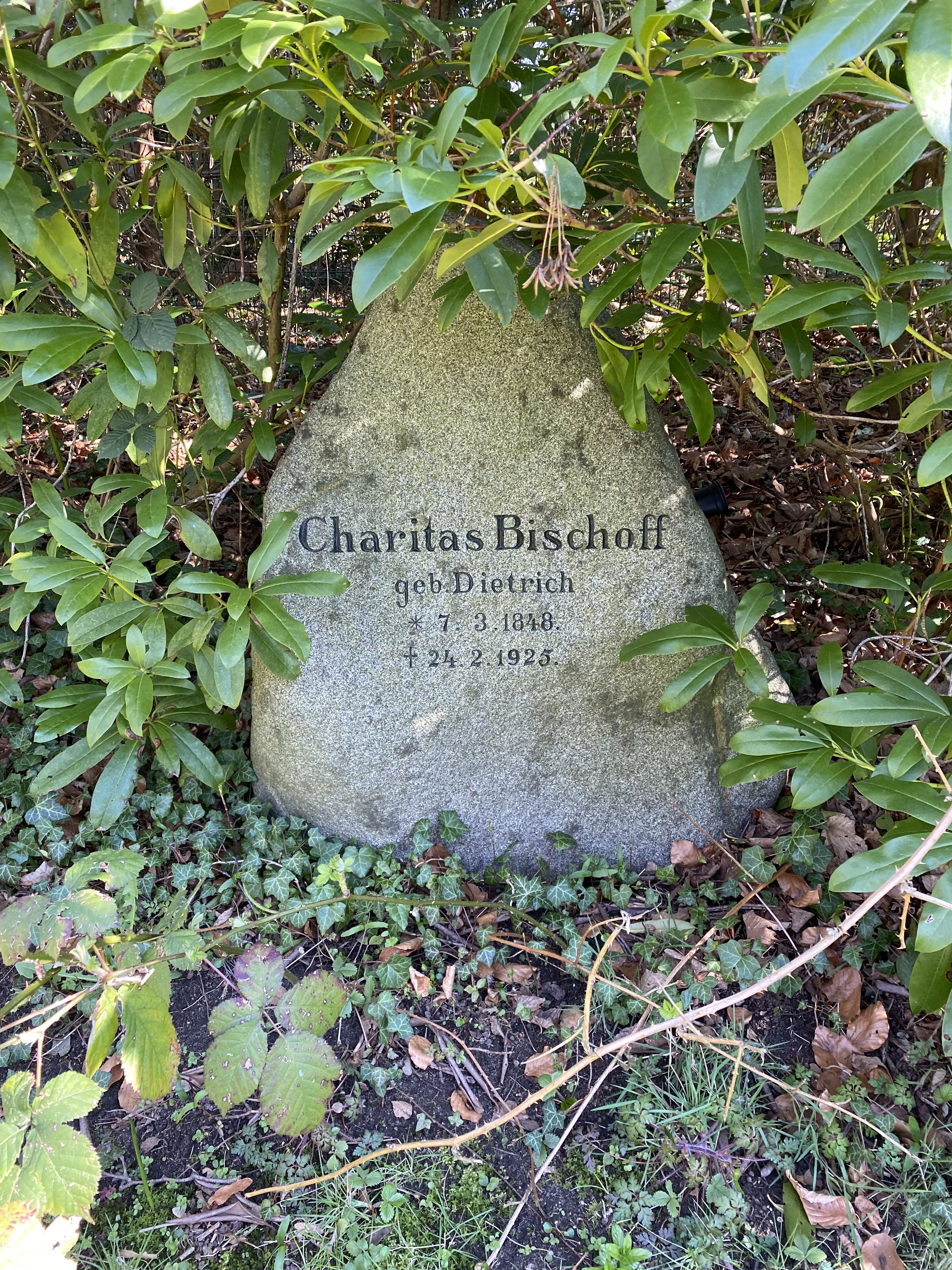
Grabstein auf dem Friedhof Blankenese

Charitas Bischoff war die Tochter der Botanikerin Amalie Dietrich. Diese reiste 1863 nach Australien, wo sie im Auftrag des Kaufmanns und Sammlers Johan Cesar Godeffroy zehn Jahre lang botanische Studien betrieb. Ihre Tochter Charitas wurde bei Pflegeeltern und von 1865 bis 1869 in einem Internat in Wolfenbüttel erzogen, danach war sie zwei Jahre lang als Gouvernante in London tätig. Nach der Rückkehr Amalie Dietrichs im Jahre 1873 gestaltete sich das Verhältnis zwischen der weitgereisten Mutter und der kultivierten Tochter schwierig. Charitas heiratete im gleichen Jahr den Pastor Christian Bischoff und lebte in den nächsten Jahren mit ihrer Familie im nordschleswigschen Roagger und in Rendsburg. Nachdem 1891 die Mutter Amalie Dietrich und 1894 der Ehemann Christian Bischoff gestorben waren, zog Charitas Bischoff mit ihren zwei Kindern nach Blankenese, wo sie als freie Schriftstellerin lebte. Im dortigen Treppenviertel ist eine Treppe nach ihr benannt.
Charitas Bischoff verfasste erzählende und autobiografische Arbeiten. Ihren größten Erfolg erzielte sie mit dem Werk „Amalie Dietrich“, das in zahlreichen Auflagen erschien und lange Zeit als authentische Biografie ihrer Mutter galt; inzwischen ist jedoch erwiesen, dass es sich bei dem Buch weitgehend um eine romantisierende Fiktion handelt, für die Bischoff auch aus fremden Quellen schöpfte. 
Charitas Bischoff wurde auf dem Blankeneser Friedhof beigesetzt, ihr Grabstein befindet sich heute im dortigen Grabsteinmuseum.

## Werke
- Augenblicksbilder aus einem Jugendleben, Leipzig 1905. (Neuauflage 2014, ISBN 978-3-8430-4764-7)
- Amalie Dietrich, Berlin 1909
  - Ausgabe 1918 Digitalisierte Ausgabe der Universitäts- und Landesbibliothek Düsseldorf
- Bilder aus meinem Leben, Berlin 1912. (Neuauflage 2014, ISBN 978-3-8430-4761-6)
- Der neue Lehrer, Düsseldorf 1916